# Shin Megami Tensei: Devil Summoner
Shin Megami Tensei: Devil Summoner (真・女神転生 デビルサマナー) est un jeu vidéo de rôle développé et édité par Atlus, sorti en 1995 sur Saturn et PlayStation Portable.

## Accueil
- Famitsu : 35/40 (Saturn)[1] - 30/40 (PSP)[2]